# Luis Alberto Lazarte
Luis Alberto Lazarte (ur. 4 marca 1971 w Mar del Plata) – argentyński bokser, były zawodowy mistrz świata wagi junior muszej (do 108 funtów) organizacji IBF.
Karierę zawodową rozpoczął 2 marca 1996. Do stycznia 2010 stoczył  57 walk, z których wygrał 46, 9 przegrał i 1 zremisował. Zdobył lokalne tytuły mistrza Argentyny oraz Południowej Ameryki w wadze słomkowej i junior muszej oraz WBC Latino i WBC Mundo Hispano w wadze muszej. Pięciokrotnie bezskutecznie próbował zdobyć tytuł mistrza świata. 30 października przegrał z Kolumbijczykiem Kerminem Guardią pojedynek o tytuł mistrza WBO w wadze muszej, 6 grudnia 2001 z Tajem Pongsaklekiem Wonjongkamem o tytuł mistrza WBC w wadze junior muszej, 13 września 2002 z Omarem Andresen Narvaezem o tytuł WBO w wadze muszej, 28 lipca 2007 z Meksykaninem Edgarem Sosą o tytuł WBC w junior muszej oraz 26 września 2008 z Kolumbijczykiem Danielem Reyesem o tytuł mistrza tymczasowego WBO w wadze słomkowej.
29 maja 2010 w Mar del Plata stanął przed kolejną szansą walki o tytuł mistrza świata, tym razem federacji IBF w wadze junior muszej. Zwyciężył niejednogłośnie na punkty broniącego tytułu Kolumbijczyka Carlosa Tamarę i w wieku trzydziestu dziewięciu lat został nowym mistrzem. W pierwszej obronie tytułu, 4 września, jednogłośnie na punkty pokonał Nerysa Espinozę z Nikaragui a 18 grudnia obronił tytuł remisując z byłym posiadaczem tego tytułu Ulisesem Solisem (Meksyk).
30 kwietnia 2011 w Mar del Plata doszło do pojedynku rewanżowego z Ulisesem Solisem. Po wyrównanym pojedynku niejednogłośnie na punkty zwyciężył Solis i odzyskał tytuł mistrza świata. 2 września w walce eliminacyjnej Lazarte ponownie pokonał Nerysa Espinozę co umożliwiło mu próbę odzyskania utraconego tytułu mistrzowskiego.